# Meilisi (häradshuvudort i Kina, Heilongjiang Sheng, lat 47,31, long 123,75)
Meilisi (kinesiska: 梅里斯, 梅里斯街道) är en häradshuvudort i Kina. Den ligger i provinsen Heilongjiang, i den nordöstra delen av landet, omkring 280 kilometer nordväst om provinshuvudstaden Harbin. Antalet invånare är 11 682. Befolkningen består av 5 849 kvinnor och 5 833 män. Barn under 15 år utgör 12,0 %, vuxna 15-64 år 79 %, och äldre över 65 år 8,0 %.
Runt Meilisi är det tätbefolkat, med 383 invånare per kvadratkilometer. Närmaste större samhälle är Qiqihar, 15,8 km öster om Meilisi. Trakten runt Meilisi består till största delen av jordbruksmark.
Genomsnittlig årsnederbörd är 632 millimeter. Den regnigaste månaden är juli, med i genomsnitt 204 mm nederbörd, och den torraste är januari, med 5 mm nederbörd.